# Директива 96/9/EC
Директива 96/9/EC Европейского парламента и Совета Европейского союза «О правовой охране баз данных» ― директива Европейского союза в области авторского права, принятая 11 марта 1996 года в рамках положений о внутреннем рынке, сформулированных в Римском договоре. Директива гармонизирует обработку баз данных согласно авторскому праву и праву sui generis для авторов тех баз данных, на которых не распространяется авторское право.

## Определение термина «базы данных»
Статья 1(2) определяет базу данных как «собрание независимых произведений, данных или других материалов, расположенных систематическим или методическим способом и индивидуально доступных через электронные и прочие средства». Неэлектронные базы данных здесь также представлены (параграф 14 преамбулы). В понятие «база данных» не включаются компьютерные программы для их создания (параграф 23 преамбулы). Защита авторских прав на программное обеспечение регулируется Директивой 91/250/ЕЕС.

## Авторское право
В соответствии с положениями статьи 3, базы данных, которые «по причине отбора или классификации своего содержания являются результатом собственного творческого труда автора», охраняются авторским правом как коллекции: по какому-либо другому признаку такие базы данных классифицироваться не могут. Такой подход является послаблением критериев для защиты коллекций в Бернской конвенции об охране литературных и художественных произведений, который охватывает коллекции «литературных и художественных произведений» и требует творческого подхода к «подбору и расположению» содержания: на практике, впрочем, разница между этими положениями в Директиве и в Бернской конвенции, скорее всего, является незначительной.
Действия, ограниченные законом об авторском праве аналогичны тем, которые ограничены и для других видов работ (статья 5):
- временное или постоянное воспроизведение любыми средствами и в любой форме, полное или частичное;
- перевод, адаптация, аранжировка и внесение любых других изменений;
- любая форма публичного распространения базы данных или её копий, при условии исчерпания прав;
- любое сообщение, показ или представление для публики;
- любое воспроизведение, распространение, сообщение, показ или представление для публики перевода, адаптации и т.д.

Всё это не препятствует легальному использованию базы данных законопослушными пользователями [статья 6(1)]: государства-члены могут применять в своём национальном законодательстве любые или все вышеупомянутые ограничения [статья 6(2)], а также применять иные традиционные ограничения в отношении авторского права, как то:
- воспроизведение неэлектронной базы данных для личного использования;
- использование исключительно для целей иллюстрации в процессе обучения или научного исследования, при условии указания источника и в объеме, оправданном для достижения некоммерческих целей;
- использование для нужд общественной безопасности или в целях проведения административной или судебной процедуры.

Защита авторских прав, согласно положениям Директивы, как правило длится в течение семидесяти лет после смерти последнего публично признанного автора. Работы, опубликованные анонимно или под псевдонимом переходят в общественное достояние через 70 лет после того, как они становятся доступными для пользователей в законном порядке или же через 70 лет после их создания. Если в национальное законодательство страны-члена вносятся положения в закон об авторском праве в отношении коллективных произведений или юридических лиц как обладателей авторских прав, то срок охраны авторского права рассчитывается так же, как и для анонимных или опубликованных под псевдонимом произведений, за исключением того случая, когда известны физические лица, которые принимали участие в создании работы: тогда срок охраны произведений рассчитывается в соответствии со сроком жизни этих авторов (статья 1 Директивы 93/98/ЕЕС).

## Правоsui generis
Защита авторского права не распространяется на те базы данных, которые претендуют на то, чтобы быть «полными», или, иными словами, там, где записи избираются согласно объективным критериям: это является одним из положений права на базы данных sui generis. В то время как авторское право в общем защищает творческий аспект работы автора, и право на базы данных в частности защищает «качественно и/или количественно существенный вклад в получение, проверку или презентацию содержания»: если какой-либо значимый вклад отсутствует (причём он вовсе не обязательно должен быть финансовым), база данных не будет защищаться правом [статья 7(1)]. Право на базы данных принадлежат в первую очередь отдельным лицам или корпорациям, которые внесли существенный вклад в создание базы данных, в случае:
- если автор является гражданином или резидентом страны-члена ЕС;
- если корпорация была создана в согласии с законам страны-члена и имеет свой зарегистрированный офис или имеет основное место ведения бизнеса в пределах ЕC.

Статья 11(3) предусматривает согласование международных договоров о праве на базы данных с государствами, не являющимися членами ЕС. По состоянию на 2006 год, такие договора отсутствует.
Обладатель прав на базу данных может запрещать извлечение и/или повторное использование всего или существенной части содержимого: «существенная часть» оценивается качественно и/или количественно. Представление содержимого базы данных общественности не является актом извлечения или повторного использования. Законные пользователи базы данных, которая доступна для общественности, могут свободно извлекать и/или повторно использовать несущественные части данной базы данных (статья 8): обладатель права на базу данных не может устанавливать ограничения на использование её несущественных частей. Однако, в то же время пользователи не могут «совершать действия, которые противоречат нормальному использованию базы данных или ущемляют необоснованным образом законные интересы автора базы данных» или же ущемлять какие-либо авторские права на представленные в ней записи. Те же ограничения могут быть представлены в праве на базы данных таким же образом, как авторское право распространяется на записи в базе данных (статья 9):
- извлечения содержания неэлектронной базы данных для личного использования;
- извлечение содержания для целей иллюстрации в процессе обучения или научного исследования, при условии указания источника и в объеме, оправданном для достижения некоммерческих целей;
- извлечения и/или повторное использование для нужд общественной безопасности или в целях проведения административной или судебной процедуры.

Право на базы данных действует в течение 15 лет начиная с конца того года, когда база данных была опубликована (статья 10). Любое существенное изменение, которое может рассматриваться в качестве нового существенного вклада в работу над базой данных, приведет к новому сроку действия права на базы данных, которое, вследствие этого, может быть вечным. Права на базы данных являются независимыми от каких-либо авторских прав на записи в базе данных, и поэтому они могут находиться в руках различных лиц (особенно в тех странах, которые запрещают нахождение объектов авторского права в корпоративной собственности): поэтому права на базы данных, в сущности, можно сравнить с авторскими правами на фонограммы.

## Внешние ссылки
- Текст Директивы Архивная копия от 12 января 2016 на Wayback Machine
- First evaluation of Directive 96/9/EC on the legal protection of databases Архивная копия от 13 октября 2006 на Wayback Machine, 2005-12-12.
- Gasaway, L.: Databases and The Law Архивная копия от 3 марта 2016 на Wayback Machine, Cyberspace law course, Spring 2006, University of North Carolina at Chapel Hill.